# Fujiwara no Kamatari
Fujiwara no Kamatari, ursprungligen Nakatomi no Kamatari eller Nakatomi no Kamako, född 614, död 669, var en japansk statsman och grundaren av huset Fujiwara.
Kamatari var av den prästerliga och högt uppsatta Nakatomi-ätten, och 645 samarbetade han med prins Naka no Oe i att störta Soga-ätten som försökt ta makten. Tillsammans med prinsen styrde han sedan som makten bakom tronen, trots att han själv hade relativt låg rang. Samma år införde de en ombildning av hela statsordningen efter kinesiska mönster, kallade Taikareformerna efter eran (nengo) de skedde i. Naka no Oe tillträdde 668 som kejsare under namnet Tenji-tenno, och året efter mottog Kamatari en hög titel och med den namnet Fujiwara, som gick i arv i hans ätt. Samma år avled han, och efter sin död vördades han som en Shintogud vid helgedomen i Tonomine utanför Nara. Hans son Fujiwara no Fuhito efterträdde honom vid hovet.